# Eine Krone für Isabell
Eine Krone für Isabell (Arbeitstitel: Eine echte Prinzessin) ist eine deutsche Filmkomödie des Regisseurs Michael Keusch, der auch das Drehbuch schrieb, aus dem Jahr 2006. In der Hauptrolle verkörpert Felicitas Woll die junge Friseurin und potenzielle Thronfolgerin Isabell.

## Handlung
König Victor, das Oberhaupt des Zwergstaates San Ferino, ist gestorben, das Land trauert. Die Königinmutter Patrizia steht nun unter einem gewissen Zeitdruck, denn die Gesetze des Landes schreiben vor, dass innerhalb von 90 Tagen ein geeigneter Nachfolger gefunden werden muss. Da der König selbst keine direkten Nachfahren hat, wird bereits im Land spekuliert, dass die Monarchie nun ein Ende haben könnte.
Patrizia begibt sich mithilfe ihres Dieners Archibald auf die Suche nach einem Nachfolger, um die Monarchie zu retten. Gemeinsam werden die beiden in der von König Victor unehelich gezeugten Isabell fündig, die in Berlin als Friseurin arbeitet. Archibald begibt sich auf die Reise nach Berlin, um ihr die Nachricht zu überbringen.
Dort angekommen hält Isabell die Nachricht über ihre mögliche Thronfolge zunächst für einen schlechten Witz. Es gelingt Archibald jedoch, sie zu überzeugen und mit Isabell zurück nach San Ferino zu reisen. 
Zurück in San Ferino muss Isabell zunächst einiges über sich ergehen lassen: Sie muss die königlichen Etikette lernen. In einem unbeobachteten Moment gelingt es ihr, aus dem Palast zu gehen, was sie ohne Aufsicht eigentlich nicht darf. Außerhalb des königlichen Gebäudes begegnet sie Marco, einem Paparazzo, der unbemerkt auch mit in Berlin war. Marco ist in dem Glauben, dass Isabell lediglich eine Angestellte ist, Isabell lässt ihn in diesem Glauben, so entwickelt sich zwischen den beiden eine kleine, romantische Geschichte, die in einem gemeinsamen Bootsausflug und sogar in einer heißen Liebesnacht mündet. Währenddessen verrät er nicht, dass er eigentlich Sensationsfotograf ist und heimlich Isabell immer wieder fotografiert. 
Marco verkauft die von ihm gemachten Fotografien dem Sensationsblatt „San Ferino Express“. So gelangt ausgerechnet die Thronfolgerin als Bikinimädchen auf die Titelseite des Boulevardblattes. Die Katastrophe scheint somit perfekt.
Doch die Handlung nimmt dennoch ein gutes Ende. Isabell und Patrizia gelingt es, die Angelegenheit aufzuklären und Isabell somit zur Thronnachfolge zu führen.

## Produktion
Markus Brunnemann produzierte die TV-Komödie für Phoenix Film (der späteren UFA Fiction) im Auftrag des ZDF. Die Dreharbeiten begannen am 22. August 2004 und endeten am 22. September desselben Jahres. Gedreht wurde in Berlin und Kroatien – Istrien wird so faktisch zum fiktiven Zwergstaat San Ferino, Rovinj (ungenannt) zu dessen Hauptstadt.

## Erstausstrahlung, abweichende Filmtitel im Ausland
Eine Krone für Isabell wurde erstmals am 1. Januar 2006 im ZDF ausgestrahlt. Den Film sahen 6,14 Millionen Zuschauer, bei 21,2 Prozent Marktanteil. In der werberelevanten Zielgruppe waren es 1,97 Millionen Zuschauer (Marktanteil: 14,5 Prozent). In Frankreich erschien der Film am 10. April 2007, dort unter dem Titel Isabelle, princesse rebelle.

## Kritiken
Die Filmkritiken fallen ausgewogen aus: TV Spielfilm bezeichnete die Produktion abwertend als „Schmonzette“ und urteilte mit einem zur Seite gestreckten Daumen: „Der US-Erfolg Plötzlich Prinzessin lässt grüßen! Nur Berlin, Berlin-Star Felicitas Woll bringt etwas Pepp ins müde Märchen“. Das fast vernichtende Fazit der Programmzeitschrift lautet: „Mit einem in der Krone ist’s sicher amüsanter.“ Das Urteil der Fernsehzeitschrift rtv war wesentlich wohlwollender: „Spritzige Cinderella-Variante mit viel Charme und Witz“.